# Plantarum effigies
Plantarum effigies, fue escrito por el botánico, Leonhart Fuchs (1501–1566) fue un médico alemán y uno de los tres padres fundadores de la farmacognosia, junto con Otto Brunfels y Hieronymus Bock. Contenía 516 ilustraciones de las distintas variedades botánicas,  grabadas por Clément Boussy. Los nombres de las plantas figuran en griego, latín, francés, italiano, y alemán. Fue publicado en 1549 con el nombre de Plantarum effigies, è Leonartho Fuschio ac quinque diversis linguis redditae. Effigies des plantes par. avec leurs noms en conq diverses langues.